# Rieti
Rieti, antiguamente llamada Reate, es una ciudad de Italia, capital de la provincia de Rieti (antigua capital de Sabinia), en la región de Lacio. La tradición histórica la ha considerado el Umbilicus Italiae o centro de Italia, ya desde la época de los antiguos romanos, aunque esto no sea geográficamente exacto. Se encuentra en la fértil llanura Reatina en las laderas del monte Terminillo, a orillas del río Velino, en un territorio rico en agua potable que suministra a la capital.
Fue fundada a principios de la Edad del Hierro (1200 a. C.) y años más tarde, se convirtió en una importante ciudad de los Sabinos. Fue conquistada por los romanos en 290 a. C.. Después de la caída del imperio, por los visigodos; bajo los lombardos fue gastaldo en el ducado de Spoleto. Habiéndose convertido en parte de los Estados Pontificios, constituyó un territorio fronterizo con el Reino de Nápoles y en el siglo XIII fue con frecuencia una sede papal. Después de la anexión en 1860 al Reino de Italia, se agregó a la provincia de Perugia, en Umbría, hasta que en 1927 se estableció la provincia de Rieti pasando por Lacio.
Su población es de 47 332 habitantes. La ciudad de Rieti se caracteriza por veranos calurosos e inviernos con temperaturas nocturnas a menudo por debajo de cero, con altos niveles de humedad. 
Su fauna y flora son bastos; la tranquilidad de sus localidades lo convierten en un lugar habitable y un destino favorito para muchos turistas, especialmente por la cercanía de Roma.

## Toponimia
En topónimo en italiano es Rieti (AFI [ri'εte]). En reatino es Riete (Escucharⓘ).

## Geografía
La ciudad se alza sobre una pequeña altura que domina una vasta planicie, la Valle Santa, al pie del Monte Terminillo y la atraviesa el río Velino. Al norte de la ciudad, se encontraba el Lago Velino que fue drenado por Manio Curio Dentato. Riquísima en agua, Rieti abastece a la ciudad de Roma mediante la "sorgenti del peschiera". Las aguas del “reatino” están consideradas entre las mejores de Italia.

## El Ombligo de Italia

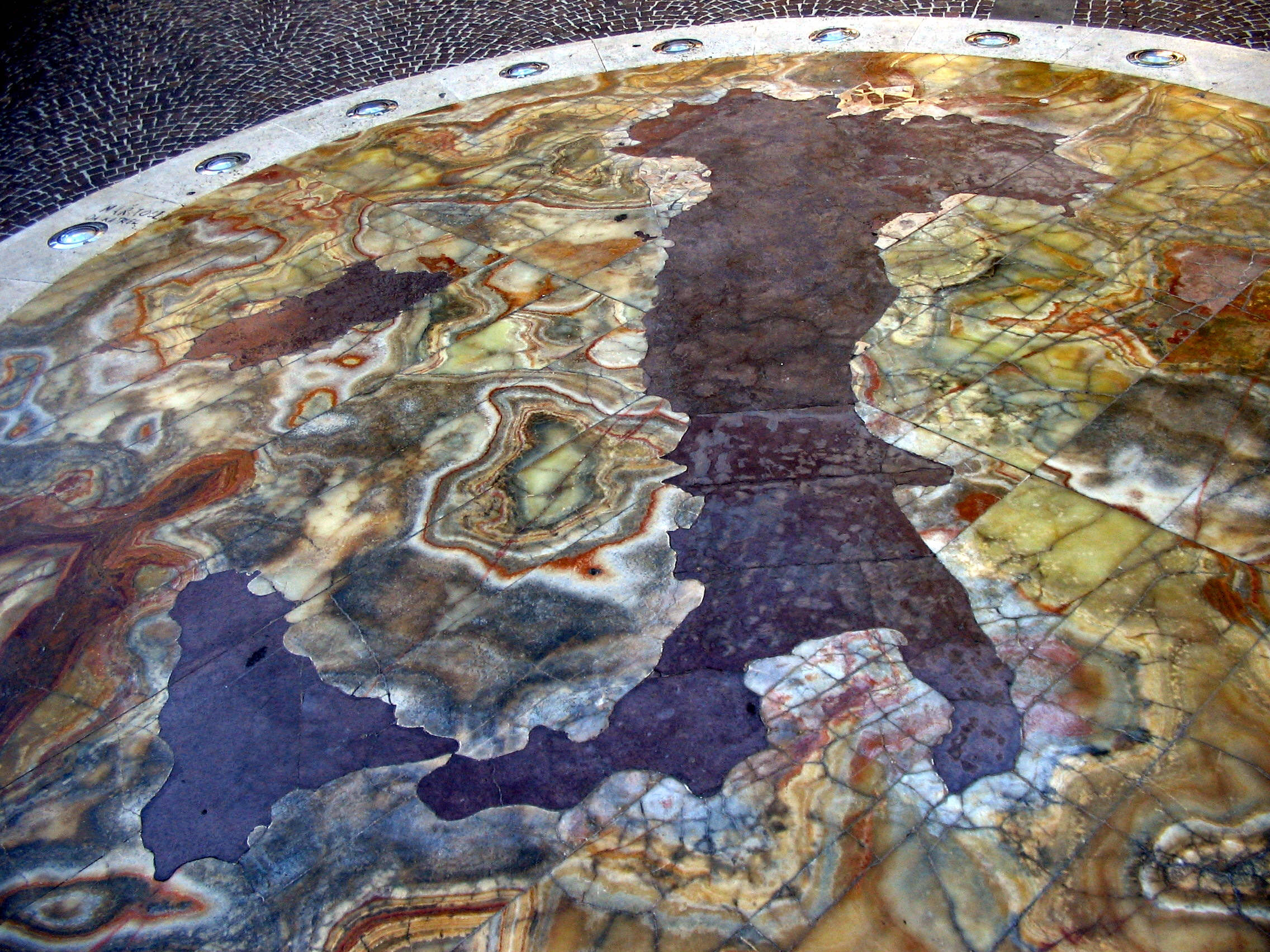
La "Caciotta".

La tradición histórica define a Rieti como Umbilicus Italiae. Autores como Varrone, Virgilio y Plinio el Viejo dan testimonio en sus escritos de que ya entre los antiguos romanos se pensaba que la planicie en torno a la ciudad se encontraba en el centro de la península.
Durante el Medioevo se creía que la distancia entre el mar Adriático y el mar Tirreno era de 104 millas italianas, a mediación de las cuales estaba Rieti. Así, la distancia entre Augusta Praetoria Salassorum (Aosta) y Cabo dell´Armi (en Calabria) eran 620 millas y Rieti se encontraba exactamente en el centro.
Posteriormente el centro de Italia se colocó en Piazza San Rufo (plazoleta que se indica también como Piazza San Rufo Centro d´Italia). La placa de granito colocada en el medio de la plaza en el siglo XIX fue sustituida por una de piedra con la inscripción Medium Totius Italiae.
El robo de esta piedra llevó a colocar una placa el 29 de marzo de 1950 en la que está escrito en veinte idiomas: “Centro de Italia”. En el 2001 sin embargo se donó a la ciudad un monumento (llamado graciosamente la “Caciotta” que es un tipo de queso) construido sobre una base circular, colocado en dicha plaza.

## Historia

### Edad Antigua
Reate fue originalmente una sitio importante en la nación sabina. Después de ser conquistada para Roma por Manio Curio Dentato a finales del siglo III a. C. el pueblo llegó a ser un punto estratégico en la temprana red de caminos de Italia. Dominada por la Vía Salaria que unía a Roma con el mar Adriático a través de los montes Apeninos.
Mediante un corte profundo en la piedra caliza en el límite nordeste del valle, creando la actual Cascada de Marmore, Cirius Dentatus hizo que las aguas del lago fluyeran hacia el río Nera. La extensa área, una vez ocupada por el lago, se convirtió en una fértil llanura y la tierra fue dividida por los topógrafos en lotes cuadrados, en forma de cuadrícula regular. El mismo pueblo fue nuevamente fundado sobre las bases de ejes ortogonales, y fue fortificado con fuertes murallas que lo rodearon. Se tendió un puente sobre el río Velino y se construyó un viaducto para el tráfico de carretas y personas, actual Vía Roma, que enlazó la Vía Salaria con la puerta sureste del pueblo.
El Reate (Rieti) romano mereció varias citas en la literatura latina debido a su tierra fértil, sus valiosos asnos y la peculiaridad de sus alrededores. Cicerón en una carta a Anticus del año 54 b. C. habla de un litigio entre Rieti e Interamna a causa del lago desecado y hace referencia a las casas de campo que su amigo Q. Axius posee en el llano. Cicerón además, era patrono y protector de la prefectura de Riati

### Medioevo
Después de la caída del Imperio romano de Occidente, Rieti fue destruida por los bárbaros, pero nunca deja de ser una importante “gastaldía” durante la dominación lombarda, como parte del ducado de Spoleto. Bajo los francos, fue la capital del país. Durante los siglos IX y X fue saqueada por los sarracenos y en 1149 por el rey normando Rogelio II de Sicilia.
La ciudad fue reconstruida con la ayuda de la Comuna Romana y desde 1198 fue una Comuna libre de orientación «guelfica» con potestad propia.
Como sede papal favorita llamada Rieti, fue lugar de importantes eventos históricos: Constanza de Hauteville se desposó por poder con el emperador Enrique VI (1185). En la catedral, en 1289, Carlos I de Anjou fue coronado rey de Apulia, Sicilia y Jerusalén por el papa Nicolás I. El papa Gregorio IX celebró aquí la canonización de Santo Domingo (1234).

### Tardío Medioevo
Después de que la sede papal fuese trasladada a Aviñón, Rieti fue conquistada por el rey de Nápoles, mientras comenzaron las luchas internas entre guelfos y gibelinos. En 1354 el cardenal Albornoz  la reconquista y más tarde se convierte en un señorío feudal de la familia Alfani entre los Estados Pontificios. En el siglo siguiente se continuó un plan para secar más de sus alrededores, pero esto condujo a peleas con la ciudad de Terni.
Rieti fue la provincia capital del Estado Papal desde 1816 hasta 1860. Después de la unificación de Italia, inicialmente fue parte de los Abruzos, y después anexada por Mussolini al Lacio en 1923. Llegó a ser la capital de provincia el 2 de enero de 1923.
Tras los eventos sísmicos del Centro de Italia del 2016/17 fue centro de coordinamiento de emergencias, así como sede del Commissario Straordinario Ricostruzione Sisma 2016 encargado de la reconstrucción de la zona afectada por dicho terremoto.

## Economía
Hasta la década de los años 1960, la economía reatina fue sobre todo agrícola. Después vino el boom industrial, gracias a las contribuciones de la “Cassa del Mezzogiorno” y finalmente la grave crisis de los últimos quince años, con una gran cantidad de pequeñas y medianas empresas que han reducido drásticamente el personal o han dejado de funcionar, tales como Viscosa, EEMS y Torda.

### Empleo
La fuente «Istat» declara que Rieti tiene una tasa de desempleo del 8 %. Sin embargo, fuentes sindicales dicen que es de un 27 %, al parejo con la alarmante crisis industrial del reatino. Es el peor dato sobre la realidad laboral en Italia confirmado en abril de 2008 por los Sindicatos CGIL, CISL y UIL.[cita requerida]

### Agricultura
Situada en el centro de una fértil llanura, Rieti, fue el campo de experimentación donde gracias al mérito de Nazzareo Strampelli se clasificaron una gran variedad de tipos de trigo, uno en particular es el llamado precisamente Rieti, por muchos años entre los más difundidos en Italia.
El sector agrícola vive un período de dificultad, debido principalmente a la drástica reducción del espacio agrícola a favor de los nuevos complejos habitacionales.

### Turismo
La actividad turística se enfoca particularmente en cuatro Santuarios Franciscanos y sus peregrinos, el “Terminillo”, los Lagos Turano y del Salto y en el centro histórico de la ciudad, particularmente pintoresco. 

### Industria
La economía industrial vive una grave crisis. Numerosas empresas han cerrado por la falta de infraestructura que comunique adecuadamente Rieti con las ciudades aledañas (Roma, L'Aquila, Terni) y porque las finanzas de La Cassa del Mezzogiorno se han salido de cauce.
A la crisis industrial la acompaña un aumento exponencial de los grandes supermercados, las nuevas estructuras de vivienda aumentando en un 30% en los últimos 20 años, no obstante la constante de 45 000 habitantes en los últimos veinticinco años.[cita requerida].

## Universidad
En Rieti, hay un pequeño centro universitario que cuenta con unos 800 inscritos y es una filial de la Università La Sapienza di Roma. Sin embargo esta universidad no llega a tener un buen difusión por la falta de una red vial (con Roma, Terni y L'Aquila) y ferroviaria (con Roma) y a la falta de una sede unitaria a pesar de que los cursos que allí se imparten son relevantes: ingeniería civil, ingeniería hidráulica, química industrial, enfermería, radiología, ingeniería ambiental, entre otros.

## Demografía
| Gráfica de evolución demográfica de Rieti entre 1861 y 2001 |
|                                                             |
| Datos tomadaos de ISTAT                                     |

## Lugares de interés

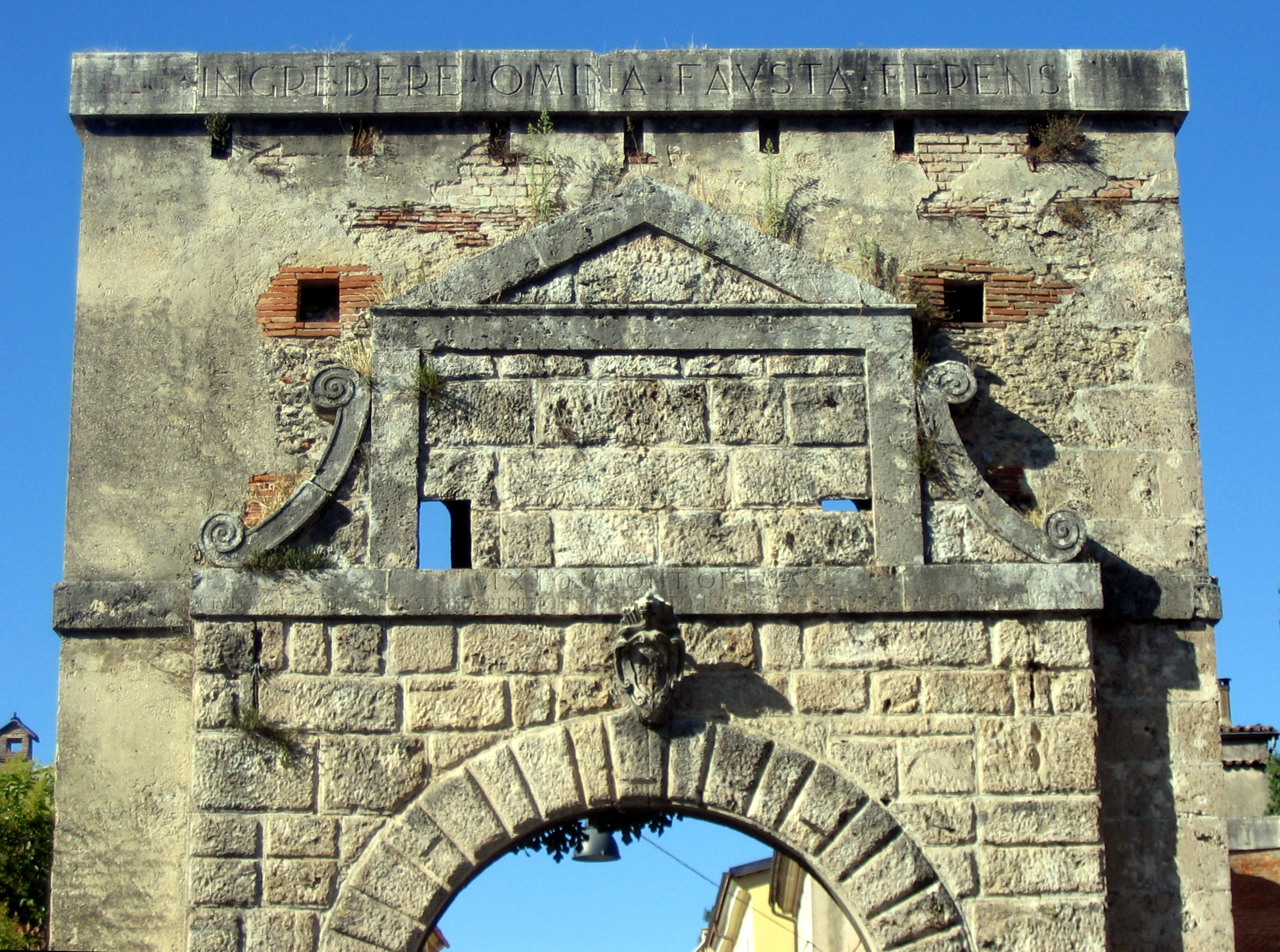
Puerta romana en Rieti

- El centro de la ciudad, una vez estuvo lleno de edificios antiguos, había incluso termas romanas. Desafortunadamente, sólo escasos restos fueron encontrados durante las excavaciones de los siglos siglo XIX y XX: los cimientos de un gran templo, las lozas del piso de un Foro, las paredes de casas privadas, criptas, estatuas y piezas de cerámica. Los restos más sorprendentes son los del puente de piedra sobre el río Velino y el viaducto.
- Los Muros de la Ciudad: Rieti es una ciudad medieval amurallada, cuyas muros alzados en el siglo XIII se abren en la Porta d´Arci, Porta Aringo, Porta Conca, Porta Cintia, y Porta Romana(imagen a la izquierda).
- El Puente Romano: restos del antiguo puente romano sobre el río Velino, que atraviesa la ciudad.
- Catedral de Santa María: iglesia románica, presenta además capillas de estilo barroco, la cripta y el Museo Diocesano de Rieti.
- El Palacio Episcopal: adyacente a la catedral.
- Palacio Vecchiarelli: Situado en la Vía Roma y perteneciente a dicha familia fue realizado por Carlo Maderno con la colaboración de Borromini.
- Palacio Vincentini:  Cuya Logia y jardines fueron realizados por Vignola.
- 4 Santuarios Franciscanos: La Foresta, Poggio Bustone, Fonte Colombo, Greccio.
- Museo Diocesano de Rieti que alberga numerosas obras de arte.
- El Terminillo (Monte Terminillo, 2,216 metros sobre el nivel del mar), con la estación de deportes invernales también conocido como La montagna di Roma.
- Rieti Subterránea: Restos de la antigua Vía Salaria  y ahora permanecen en las bodegas de vinos de algunos palacios de Vía Roma la calle principal del Centro de Rieti.
- Camino de Francisco: recorrido naturista-espiritual de unos 80 km, principalmente de montaña que toca a los cuatro santuarios franciscanos, Riete y otras localidades pintorescas.
- Lago Largo y lago de Riparottile: restos del antiguo lago Velino, ambos forman parte de la reserva natural que lleva sus nombres.
- Cascada de Marmore: Uno de los saltos de agua de origen artificial más altos de Europa. Se encuentra en el confín con Terni.

## Administración
En 1923, Rieti pasó de la provincia de Perugia en la región de Umbría a la provincia de Roma en la región de Lacio, y en 1927 se convirtió en la capital provincial, tras la reorganización de los distritos provinciales establecidos por el real decreto. Del 1 al 2 de enero de 1927, por voluntad del gobierno de Benito Mussolini, cuando se estableció la provincia de Rieti.

## Deporte
Rieti puede presumir de una notable tradición deportiva, especialmente en las ramas de atletismo y baloncesto, y tiene una buena cantidad de instalaciones deportivas donde también se celebran eventos de importancia internacional.

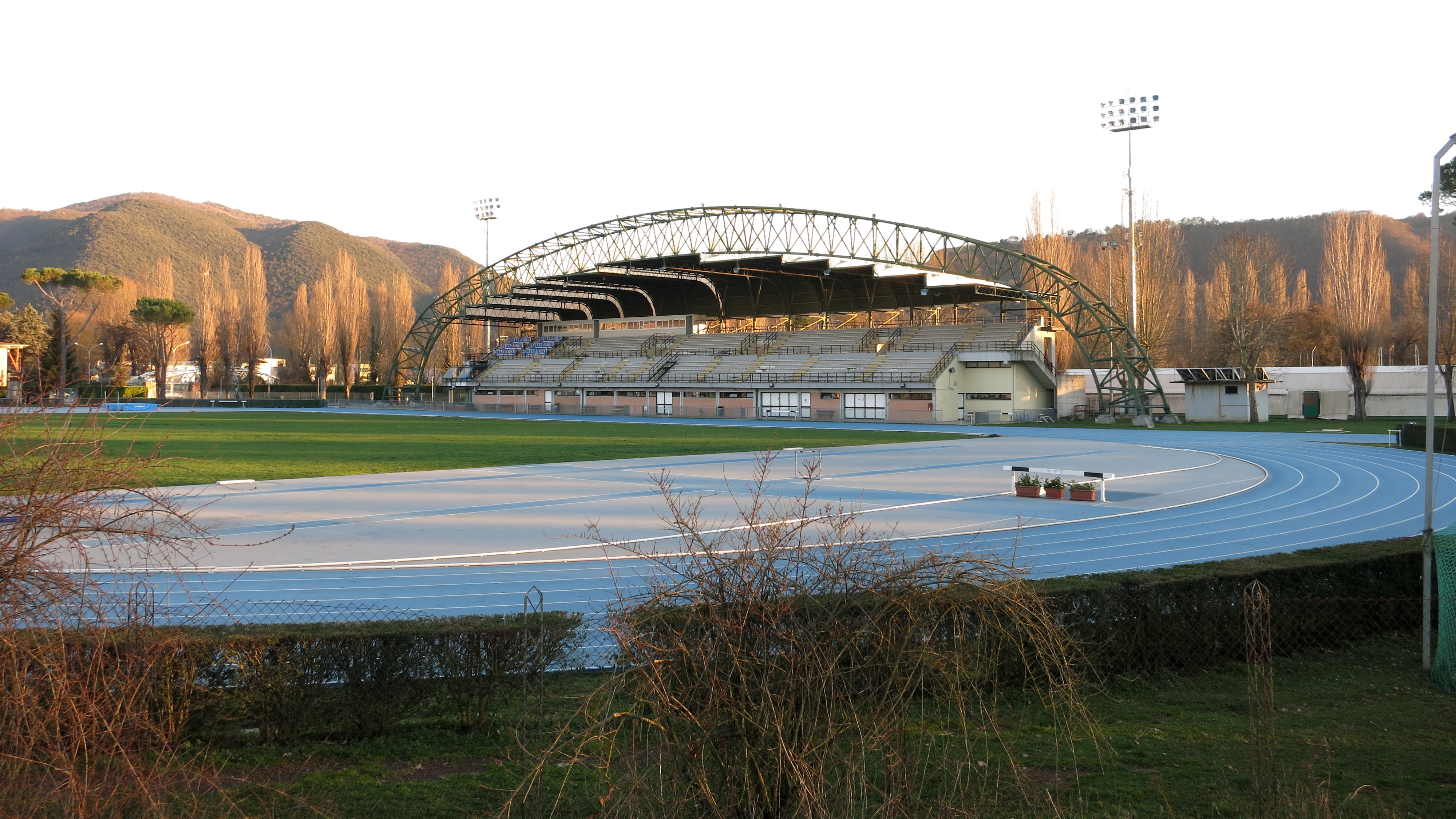
El estadio de atletismo de Raul Guidobaldi.

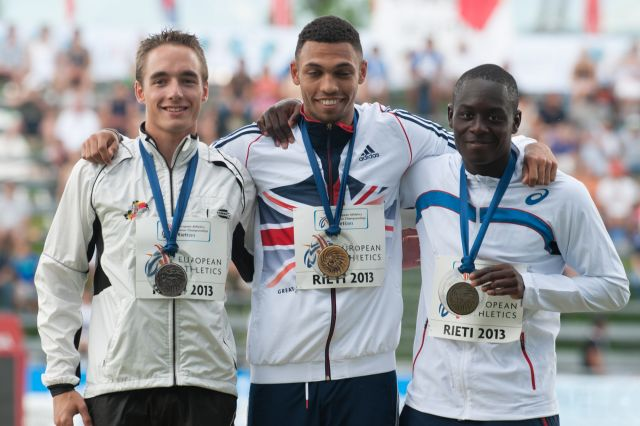
Ganadores del campeonato juvenil de atletismo de Rieti 2013

En particular, la ciudad es considerada una de las capitales italianas del atletismo, tanto por la notable difusión de este deporte entre la población  como por el número de atletas del equipo nacional que creció en la sociedad estudiantil local Andrea Milardi (más de cien, incluyendo a los atletas: Pietro Mennea, Andrew Howe y Maria Benedicta Chigbolu). La actividad se lleva a cabo en el estadio Raul Guidobaldi, que a menudo es sede de eventos nacionales e internacionales; entre ellos se encuentra el Rieti Meeting (el segundo estadio en importancia en Italia después de la Gala de Oro de Roma), en el que se han establecido numerosos récords mundiales, hasta el punto de que la ciudad ha sido definida como una «meca» para los récords y el estadio Raul Guidobaldi apodado como el «templo de la media distancia».

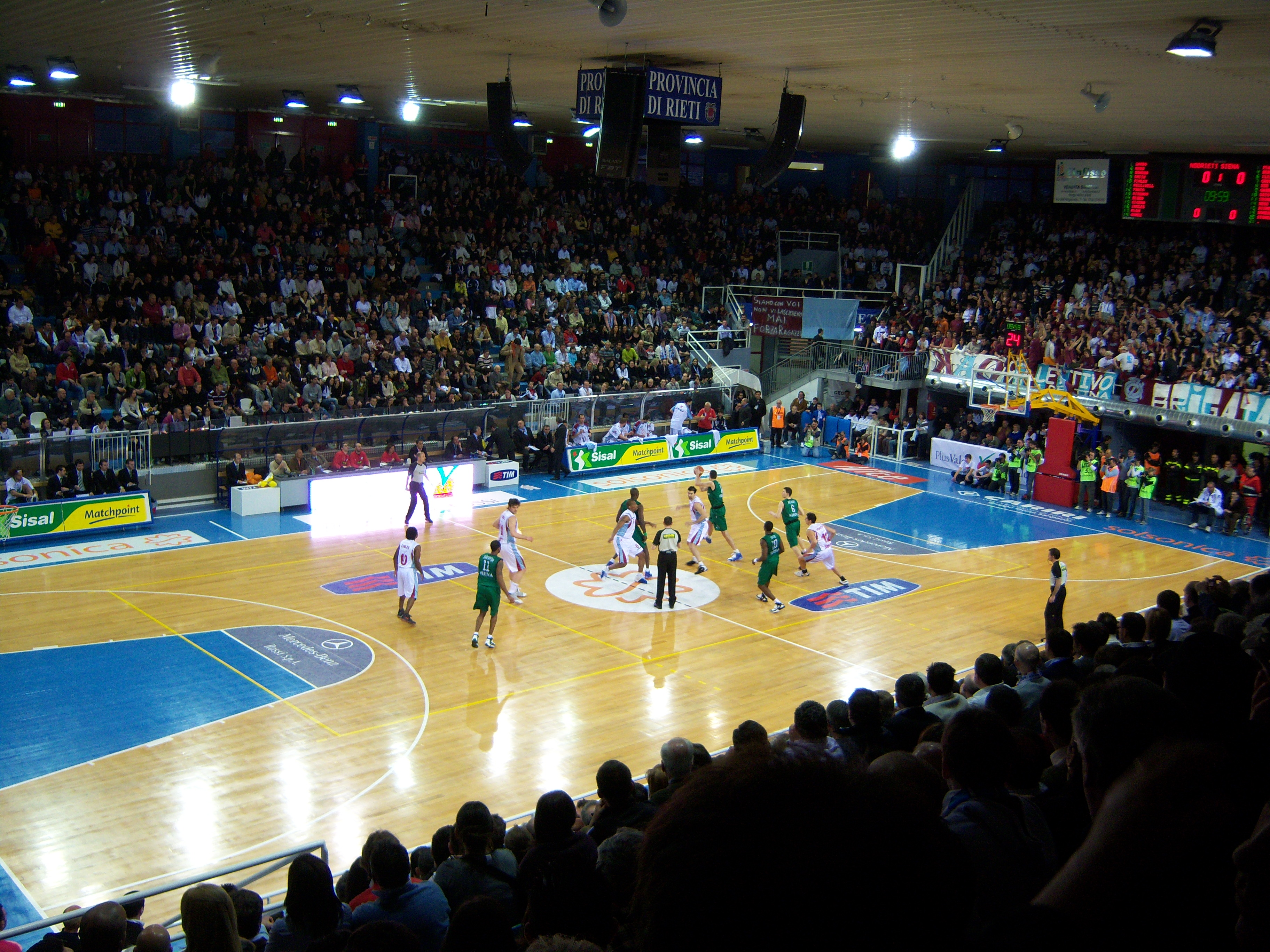
Un partido de baloncesto en el PalaSojourner

La práctica del baloncesto también está muy arraigada: la ciudad fue la sede de AMG Sebastiani, un club que ha jugado durante mucho tiempo en la Serie A y también fue campeón de Europa al ganar una Copa Korać. Su presencia ha atraído a importantes jugadores también de los Estados Unidos, incluidos los bancelosistas Willie Sojourner y Joe Bryant (padre de Kobe Bryant, que por esta razón pasó su infancia en Rieti). Hoy la ciudad está representada por el NPC Rieti, que juega en la Serie A2 y juega sus partidos en el PalaSojourner.

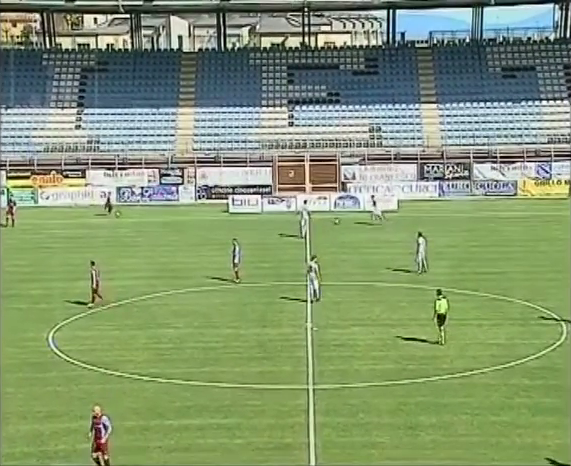
Un partido en el centro d'Italia-Manlio Scopingo.

En Rieti, la tradición futbolística es de menor intensidad, pero sigue siendo relevante, en el fútbol de 11, la ciudad está representada por el FC Rieti, que juega en la Serie C jugando en el estadio Centro d'Italia-Manlio Scopigno; en el fútbol de 5, está el Real Rieti, que juega en la máxima categoría y juega en PalaMalfatti.
Rieti también es bien conocido en el mundo del ciclismo, ya que al ascender al monte Terminillo a través de la Via Terminillese representa una subida histórica en el automovilismo italiano; Por esta razón, Rieti y el Terminillo han sido a menudo la línea de meta del Giro de Italia (veinte veces) y el Tirreno-Adriático (dos veces); Justo en Terminillo tuvo lugar la primera contrarreloj en la historia del Giro. La ruta Rieti-Terminillo también es famosa en el sector del automóvil allí se realiza Copa Bruno Carotti que se celebra todos los años, una competencia de renombre internacional que ha sido parte del Campeonato europeo de montaña.
También es importante la actividad deportiva del vuelo sin motor que tiene lugar todos aeropuerto Ciuffelli, facilitado por las corrientes de aire favorables presentes en Rieti, de hecho la ciudad ha recibido dos ediciones de los campeonatos del mundo absolutos organizados por la FAI, un Campeonato mundial juvenil, y tres ediciones de los campeonatos europeos.

### Ciudades hermanadas
- Itō (Japón, desde 1985)
- Caleruega (España, desde 1999)
- Saint-Pierre-lès-Elbeuf (Francia, desde 2000)[12]
- Nordhom (Alemania, desde 2010)[13][14]

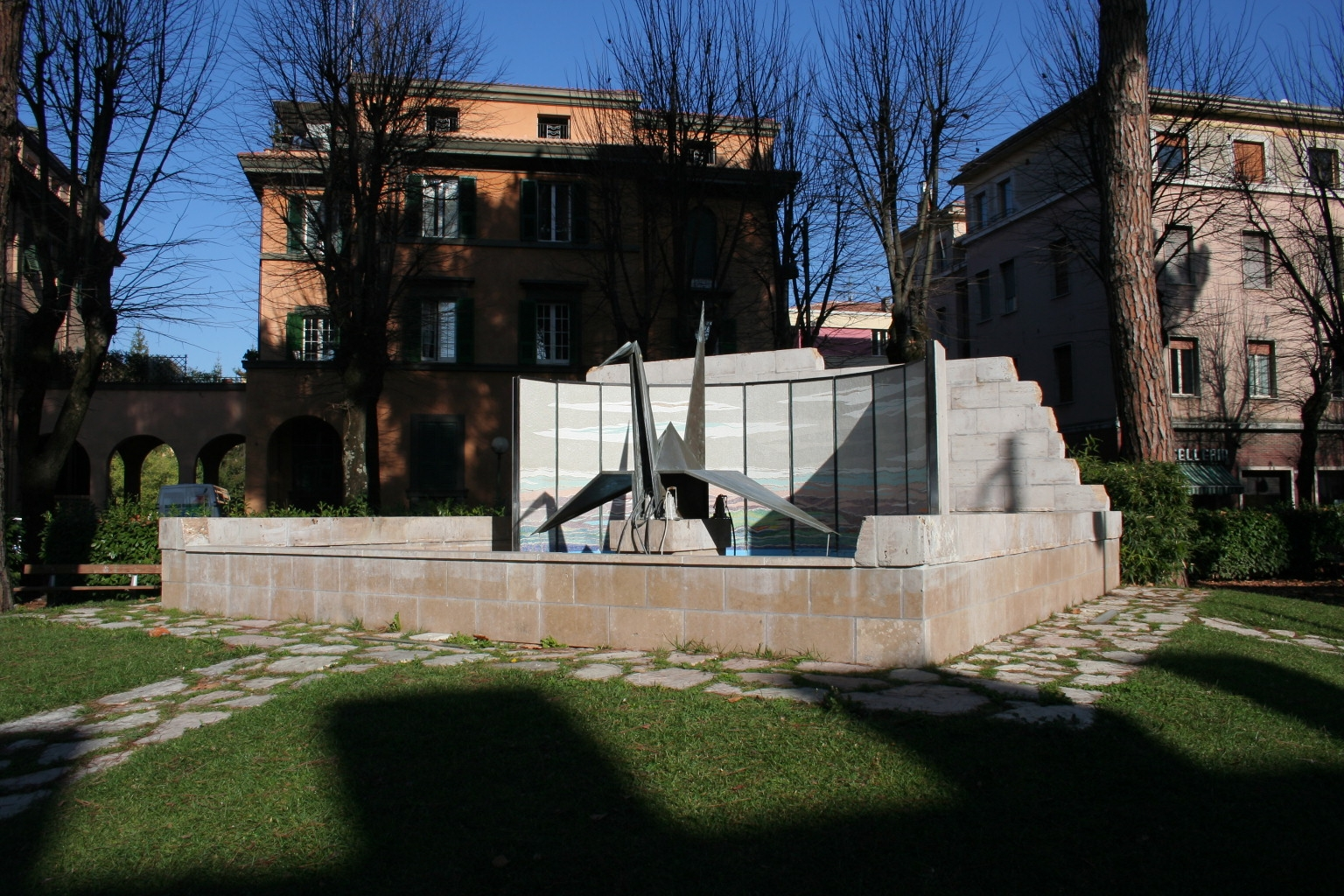
Un monumento colocado en 2005 en la Piazza Marconi para conmemorar el vigésimo aniversario del hermanamiento con Itō.

El hermanamiento entre Rieti e Itō se debe a un artículo publicado por la Gazzetta dello Sport en 1979, sobre un evento llamado Festival Della Vasca di Legno y celebrado en la ciudad japonesa, donde los participantes comenzaron una competencia acuática con barcos de madera similares a los del Festival del Sol. Esta analogía llevó al comité de Rieti a ponerse en contacto con la embajada japonesa en Roma y, posteriormente, con la ciudad de Itō. Así comenzaron las reuniones que luego permitirían a las dos ciudades alcanzar el hermanamiento, cuando primero el consejo municipal de Rieti, el 27 de marzo de 1985 y luego el consejo municipal de Itō, al día siguiente, aprobaron el hermanamiento de manera unánime y oficial.
El hermanamiento con Saint-Pierre-lès-Elbeuf también se origina en este evento.